# Roger Lloyd-Pack
Roger Anthony Lloyd-Pack (Islington, Londres, 8 de febrero de 1944 - 16 de enero de 2014) fue un actor británico, conocido por sus papeles en las series de televisión Only Fools and Horses, The Vicar of Dibley y The Old Guys, así como su papel en la película Harry Potter y el cáliz de fuego. Fue ocasionalmente acreditado sin el guion en su apellido.

## Primeros años
Lloyd-Pack nació en Islington, Londres, hijo de Ulrike Elizabeth Pulay, una agente de viajes, y Charles Lloyd-Pack, quien también era actor. Asistió a la Escuela Bedales en Hampshire, donde estudió inglés, francés y latín. Posteriormente, estudió en la Academia Real de Arte dramático (RADA), donde trabajó con actores como Kenneth Cranham y Richard Wilson.

## Carrera
En la televisión británica fue conocido por interpretar a Colin Ball "Trigger" en la comedia de BBC Only Fools and Horses. También fue conocido por su papel en El Vicario de Dibley como Owen Newitt, pero su mayor reconocimiento vino con la interpretación de Barty Crouch en la película Harry Potter y el cáliz de fuego.
En 2005 apareció en la segunda puesta de la serie Doc Martin y en 2006 interpretó a John Lumic y prestó su voz a la Cyber-Controller en dos episodios de Doctor Who, "Rise of the Cybermen" y "The Age of Steel", junto a David Tennant, quien había interpretado a su hijo en la película Harry Potter y el cáliz de fuego.

## Filmografía

### Cine
| Año  | Película                                           | Personaje          |
| ---- | -------------------------------------------------- | ------------------ |
| 1968 | The Magus                                          | Maurice Conchis    |
| 1969 | Hamlet                                             | Reynaldo           |
| 1970 | El mensajero                                       | Charles            |
| 1971 | Fright                                             | Constable          |
| 1971 | El violinista en el tejado                         | Sexton             |
| 1975 | The Naked Civil Servant                            | Gay Man            |
| 1979 | Meetings with Remarkable Men                       | Pavlov             |
| 1984 | 1984                                               | Waiter             |
| 1987 | Prick Up Your Ears                                 |                    |
| 1989 | El cocinero, el ladrón, su mujer y su amante       | Geoff              |
| 1990 | Wilt                                               | Dr. Pittman        |
| 1991 | American Friends                                   | Dr. Butler         |
| 1991 | The Object of Beauty                               | Frankie            |
| 1993 | U.F.O.                                             | Solo               |
| 1994 | Interview with the Vampire: The Vampire Chronicles | Profesor de Piano  |
| 1995 | The Young Poisoner's Handbook                      | Fred               |
| 1997 | Preaching to the Perverted                         | Sr. Cutts Watson   |
| 2004 | Vanity Fair                                        | Francis Sharp      |
| 2005 | Harry Potter y el cáliz de fuego                   | Barty Crouch, Sr.  |
| 2006 | The Living and the Dead                            | Donald Brocklebank |
| 2010 | Made in Dagenham                                   | George             |
| 2011 | Tinker Tailor Soldier Spy                          | Mendel             |
| 2011 | In Love with Alma Cogan                            | Norman             |

### Televisión
| Año       | Título                                               | Personaje                                                     |
| --------- | ---------------------------------------------------- | ------------------------------------------------------------- |
| 1965      | The Avengers                                         | Man with Bloodhounds                                          |
| 1968      | Crime Buster                                         |                                                               |
| 1970      | The Roads to Freedom                                 | Bobby                                                         |
| 1972      | Spyder's Web                                         | Albert (12 episodios)                                         |
| 1972      | Jason King                                           | Radio Operator                                                |
| 1972      | The Protectors                                       | Paparazzo (Sin crédito, 1 episodio)                           |
| 1973      | Special Branch                                       | Paul (1 episodio)                                             |
| 1973      | The Protectors                                       | Russi (1 episodio)                                            |
| 1974      | Within These Walls                                   | Dr Osmonde (1 episodio)                                       |
| 1974      | Crown Court                                          | Dr Patrick Attwater (1 episodio)                              |
| 1975      | Churchill's People                                   | Thug (1 episodio)                                             |
| 1975      | Play for Today                                       | Sidney Bagley (1 episodio)                                    |
| 1975      | Softly, Softly: Taskforce                            | Martin Webb (1 episodio)                                      |
| 1976      | Dixon of Dock Green                                  | Ron Fielding (1 episodio)                                     |
| 1976      | Survivors                                            | Wally (2 episodios)                                           |
| 1978      | Will Shakespeare                                     | Jack Heminge (6 episodios)                                    |
| 1978      | The Professionals                                    | Ramos (1 episodio)                                            |
| 1981      | Chronicle                                            | Chambers (1 episodio)                                         |
| 1981      | Private Schulz                                       | Melvin (1 episodio)                                           |
| 1981–2003 | Only Fools and Horses                                | Trigger (39 episodios)                                        |
| 1985      | Moving                                               | Jimmy Ryan (6 episodios)                                      |
| 1985–1993 | Screen Two                                           | Selser David Power Derek (3 episodios)                        |
| 1990      | Mr. Bean                                             | Waiter (Episodio: "The Return of Mr. Bean")                   |
| 1990      | Byker Grove                                          | Beckett (5 episodios)                                         |
| 1990      | Zorro                                                | Carrillo (1 episodio)                                         |
| 1991      | The Chief                                            | (2 episodios)                                                 |
| 1991      | Selling Hitler                                       | David Irving (2 episodios)                                    |
| 1991      | The Bill                                             | Arnie (1 episodio)                                            |
| 1991      | Stay Lucky                                           | Eddie Vernon (1 episodio)                                     |
| 1991      | The Gravy Train Goes East                            | Ferenc Plitplov (4 episodios)                                 |
| 1991      | Boon                                                 | Ray Watts (1 episodio)                                        |
| 1992      | Archer's Goon                                        | Quentin Sykes                                                 |
| 1992      | Screen One                                           | Gordon                                                        |
| 1993      | Lovejoy                                              | Smallman-Smith (1 episodio)                                   |
| 1993–1995 | Health and Efficiency                                | Rex Regis (12 episodios)                                      |
| 1993–1996 | 2point4 children                                     | Jake Klinger (3 episodios)                                    |
| 1994–2007 | The Vicar of Dibley                                  | Owen Newitt (24 episodios)                                    |
| 1996–1997 | Paul Merton in Galton & Simpson's...                 | Various Characters                                            |
| 1996      | Murder Most Horrid                                   | Frank Foster (1 episodio)                                     |
| 1996      | Heartbeat                                            | Reggie Rawlins (Episodio: "Catch Us If You Can")              |
| 1997      | The History of Tom Jones, a Foundling                | Anderson (2 episodios)                                        |
| 1997      | Noel's House Party                                   | Builder                                                       |
| 1997–1998 | Knight School                                        | Sir Baldwin De'Ath (2 episodios)                              |
| 1999      | Kavanagh QC                                          | Alex Watkins (1 episodio)                                     |
| 1999      | Oliver Twist                                         | Mr Sowerberry (2 episodios)                                   |
| 2001      | Murder Rooms: The Dark Beginnings of Sherlock Holmes | Dr. Ibbotson                                                  |
| 2002      | Born and Bred                                        | Norman Pendleton (1 episodio)                                 |
| 2002      | The Bill                                             | Mick Mortimer (7 episodios)                                   |
| 2002      | Dalziel and Pascoe                                   | Bishop Halliwell (1 episodio)                                 |
| 2004      | Where the Heart Is                                   | Don Nicholls (1 episodio)                                     |
| 2005      | Doc Martin                                           | Phil Pratt (1 episodio)                                       |
| 2006      | Agatha Christie's Poirot                             | Inspector Caux (Episodio: "The Mystery of the Blue Train")    |
| 2006      | Doctor Who                                           | John Lumic (2 episodios)                                      |
| 2008      | New Tricks                                           | Danny Jones (1 episodio)                                      |
| 2009      | The Catherine Tate Show                              | Ghost of Christmas Future (Episodio: "Nan's Christmas Carol") |
| 2009–2010 | The Old Guys                                         | Tom Finnan (12 episodios)                                     |
| 2010      | Arena                                                | Various Characters (Episodio: "Harold Pinter: A Celebration") |
| 2010      | Survivors                                            | Billy Stringer (2 episodios)                                  |
| 2011      | Hustle                                               | Clive Ban (Episodio: "Clearance From A Deal")                 |
| 2012      | The Borgias                                          | Friar                                                         |
| 2012      | Inspector George Gently                              | Hector Blackstone                                             |
| 2014      | Law and Order UK                                     | Alex Greene (Episodio "I predict a riot", última aparición)   |

### Teatro
- Wild Honey (1984) de Antón Chéjov
- Kafka's Dick de Alan Bennett
- Blue/Orange de Joe Penhall
- Art
- Dick Whittington
- One for the Road
- Dealer's Choice de Patrick Marber
- Gandalfa u Gospodarima prstenova.
- The Last Laugh, de Koki Mitani (Versión en inglés de Warai no Daigaku).
- The Trojan Women (2012)
- Richard III (2012) de William Shakespeare
- Twelfth Night (2013) de William Shakespeare